# Станислав Сондермајер
Станислав Сташко Сондермајер (Београд, 5. септембар 1898 — Добрић, 5. август 1914) је био најмлађи борац који је, бранећи своју отаџбину, погинуо у Церској бици. 

## Биографија
Рођен је у Београду као син хирурга Романа Сондермајера, санитетског пуковника, и Станиславе, рођ. Ђурић. 
Као ученик шестог разреда Друге београдске гимназије пријавио се у добровољце по узору на старију браћу Тадију (познатог српског пилота и ваздухопловног инжењера) и Владислава. Док су се мушкарци спремали за фронт, дечак је стао пред оца тражећи да крене и он, али дозволу није добио. 
„Много су волели Српство и Србију и због тога су отишли у рат. Мали Станислав је побегао у рат где се пријавио негде код Шапца. Учествовао је у Церској бици, где је и погинуо четири или пет дана по доласку“, рекла је Станислављева снаха Загорка Сондермајер. 
Одређен је да буде на служби у позадини, дечак је преклињао да му се учини част да уђе у борбени ред, а његово страдање са пушком у руци изазвало је сузе у очима многих ратника. У борбама код села Добрић, 5. августа 1914. године погинуо је најмлађи јунак Церске Битке, Станислав Сташко Сондермајер. 
Жене, сестре, мајке села Богосавац, изашле су на бојиште и нашле тело младог дечака у морнарској униформи, узеле су га, донеле у центар села и сахраниле на месту где и данас почива. У блузи погинулог дечака пронађен је дневник умотан у марамицу у којем описује како га је поразила смрт мајке два дана после мобилизације као и атмосферу на фронту. Његов разредни старешина Миодраг Ибровац записао је о Сташку Сондермајеру „Од срца жаљен, млад, а тако славан, мали јунак Трећег коњичког пука борави вечни сан на пољу части“. Песмом му се одужила и Исидора Секулић, чији се део, по одобрењу породице објавио први пут на годишњицу Сташкове смрти 5. августа 2011. године: „Давно необрадована, обрадовала сам се диадеми чистих твојих детињих очију. Причао си да волиш Србију, слободу и једног принца. И са тобом заједно, ја сам волела Србију“.
Мештани села Богосавац, уредили су његов гроб у центру села и организовали помен 5. августа 2011. године.